# Jubiläumsbrunnen von Waidmannslust
Koordinaten: 52° 36′ 13,6″ N, 13° 18′ 48,2″ O

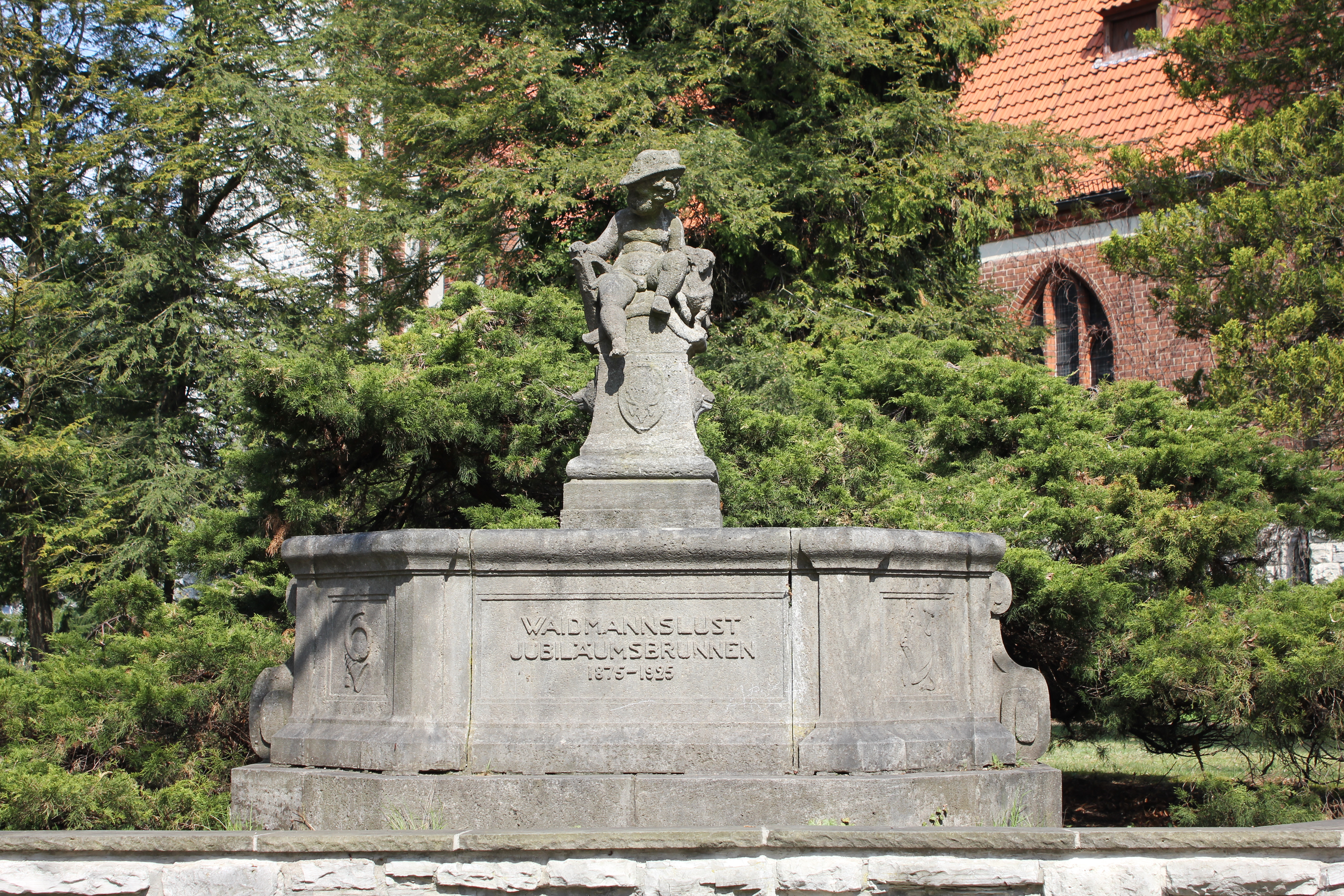
Jubiläumsbrunnen Waidmannslust

Der Jubiläumsbrunnen von Waidmannslust (ⓘ) befindet sich im Berliner Ortsteil Waidmannslust auf dem Gelände der Königin-Luise-Kirche an der Ecke Bondick-/Hochjagdstraße. Er wurde im Jahr 1925 anlässlich des 50-jährigen Jubiläums von Waidmannslust errichtet. Der neobarocke Brunnen wurde von Joseph Breitkopf-Cosel entworfen. Er trägt als Brunnenfigur einen Putto mit Jägerhut, Jagdhund und Armbrust. Im Jahr 2019 wurde der Brunnen umfangreich saniert, ist aber derzeit nicht in Betrieb.